# Jorge II de Wurtemberg-Montbéliard
Jorge II de Wurtemberg-Montbéliard (5 de octubre de 1626 en Montbéliard-1 de junio de 1699 en Montbéliard) fue Duque de Wurtemberg-Montbéliard desde 1662 hasta su muerte.

## Biografía
Jorge II era hijo del Duque Luis Federico de Wurtemberg-Montbéliard (1586-1631) de su segundo matrimonio con Ana Leonor (1602-1685), hija del Conde Juan Casimiro de Nassau-Gleiberg (1577-1602). Sucedió a su hermano mayor Leopoldo Federico de Wurtemberg-Montbéliard como Duque de Wurtemberg-Montbéliard en 1662.
Montbéliard fue ocupado en 1676 por tropas francesas. El rey Luis XIV intentaba conquistar todas las posesiones de Wurtemberg en la margen izquierda del Rin. Jorge huyó del país. En 1684, se le dio la oportunidad de retornar, bajo la condición de reconocer al rey de Francia como su señor. Él rehusó, y Wurtemberg-Montbéliard fue administrado por su primo, el Duque Federico Carlos de Wurtemberg-Winnental hasta 1698.
Después de la muerte de Federico Carlos en 1698, Jorge II retornó a Montbéliard, donde murió un año más tarde.

## Matrimonio e hijos
Jorge se casó el 9 de marzo de 1648 en Montbéliard con Ana de Coligny (1624-1680), hija de Gaspard III de Coligny. Con ella tuvo los siguientes hijos:
- Otón Federico (1650-1653)
- Enriqueta (1654-1680)
- Leonor Carlota (1656-1743), casada en 1672 con el Duque Silvio II Federico de Wurtemberg-Oels (1651-1697)
- Conrado Luis (1658-1659)
- Ana (1660-1733)
- Isabel (1665-1726), casada en 1689 con el Duque Federico Fernando de Wurtemberg-Weitlingen (1654-1705, nieto del Duque Julio Federico de Wurtemberg-Weiltingen)
- Eduviges (1667-1715)
- Leopoldo Everardo (1670-1723), su único hijo sobreviviente y sucesor, casado (1) en 1695 con Ana Sabina Eduviges, Condesa de Sponeck (1676-1735), divorciado en 1714, y (2) en 1718 con Carlota Isabel Curie, Baronesa de L'Esperance (1684-1733)